# Municipio de Victoria (condado de Ellis)
El municipio de Victoria (en inglés: Victoria Township) es un municipio ubicado en el condado de Ellis en el estado estadounidense de Kansas. En el año 2010 tenía una población de 876 habitantes y una densidad poblacional de 6,3 personas por km².

## Geografía
El municipio de Victoria se encuentra ubicado en las coordenadas 38°48′46″N 99°7′25″O / 38.81278, -99.12361. Según la Oficina del Censo de los Estados Unidos, el municipio tiene una superficie total de 139.11 km², de la cual 139.11 km² corresponden a tierra firme y (0 %) 0 km² es agua.

## Demografía
Según el censo de 2010, había 876 personas residiendo en el municipio de Victoria. La densidad de población era de 6,3 hab./km². De los 876 habitantes, el municipio de Victoria estaba compuesto por el 98.17 % blancos, el 0.11 % eran afroamericanos, el 0.46 % eran amerindios, el 0 % eran asiáticos, el 0 % eran isleños del Pacífico, el 0.11 % eran de otras razas y el 1.14 % pertenecían a dos o más razas. Del total de la población el 0.8 % eran hispanos o latinos de cualquier raza.